# Трентское епископство
Епископство Трент (нем. Trient; лат. Tridentum; итал. Trento) — одно из суверенных территориальных княжеств Священной Римской империи, образованное в 1027 г. и существовавшее до всеобщей секуляризации церковных владений в 1803 г., когда Трент был присоединён к Австрийской империи. Государство занимало крайний юг области Южный Тироль по обоим берегам реки Адидже. Главой государства являлся князь-епископ Трента (современный Тренто в автономном регионе Трентино-Альто-Адидже, Италия).

## Образование
Согласно легенде, епископство Трент было основано ещё в I веке, но это представляется крайне сомнительным. Известно, однако, что некий Абундаций, епископ из Трента, участвовал в христианском синоде в Аквилее в 381 г. В 387—400 гг., по всей видимости, епископом Трента был Вигилий Святой, один из раннехристианских мучеников, позднее признанным покровителем города. После падения Римской империи Трент входил сначала в государство Одоакра, затем в королевства остготов и лангобардов, пока в конце VIII века не вошёл в состав франкской империи Карла Великого.
В империи Карла Великого территория современной провинции Тренто была частью Фриульского герцогства, игравшего роль буфера между Италией и славянами, а в посткаролингское время, при Саксонской династии германских королей, — частью Веронской марки, защищавшей северо-восточную часть Италии от набегов венгров. Важность Веронской марки также повышалась её расположением на одном из основных путей из Германии в Италию, что после образования в 961 г. Священной Римской империи стало играть большую роль в истории региона. Императоры стремились обеспечить себе возможность беспрепятственного ввода войск в Италию, что предполагало необходимость союза с правителями, контролирующими Бреннерский перевал. Не доверяя маркграфам Вероны, император Конрад II в 1027 г. даровал обширные земли вдоль Адидже епископу Трента, создав тем самым отдельное церковное княжество на южном подступе к Бреннерскому перевалу. Спустя столетие император Фридрих I Барбаросса предоставил епископам судебный и административный иммунитет на территории их владений и признал Трент суверенным княжеством империи, с правом участия в имперских рейхстагах.

Епископство Тренто в 1250 г.

## Трент в эпоху борьбы за инвеституру
Владения епископов Трента в XI—XII веках распространились на большую часть Южного Тироля. В период борьбы за инвеституру Трент оставался верным союзником императоров, оказывая им помощь в итальянских походах. За это епископы неоднократно отлучались папой римским от церкви. Император, со своей стороны, даровал Тренту всё новые и новые привилегии, в том числе чеканки собственной монеты и введения по своему усмотрению налогов, что превращало князей-епископов в полунезависимых государей. С другой стороны, с XII века начался рост влияния светских феодалов региона, прежде всего герцогов Меранских и графов Тирольских, стремящихся выйти из-под контроля епископов. Тирольские графы с 1150 г. стали наследственными викариями во владениях епископа Трента, что резко усилило их влияние в регионе.
В период правления епископа Федерико Ванги (1205—1218) Тренту удалось восстановить свою власть и сдержать рост светских феодалов Тироля. Он опирался на союз с императором и епископом Бриксена и даровал обширные земельные владения Тевтонскому ордену с целью создать противовес графам Тироля и герцогам Меранским. Ванга также организовал кодификацию документов, относящихся к епископальной власти, создав так называемую «Книгу Св. Вигилия», ставшую правовой основой притязаний епископов на суверенную власть в Тироле. Он также поощрял транзитную торговлю по Адидже, развитие городов и виноградарства, что способствовало подъёму экономики государства и укреплению его финансовой независимости. В 1208 г. Ванга издал первый в альпийском регионе закон о горных разработках, упорядочив производственные отношения в этой отрасли. Вокруг Трента была возведена новая крепостная стена, начато строительство нового кафедрального собора.
Смерть Федерико Ванги в крестовом походе в Палестину приостановила процесс реформирования и укрепления государства. В 1236 г. император Фридрих II сместил епископа Трентского и захватил власть над его владениями. Позднее регион был передан под контроль Эццелино III да Романо, маркграфа Вероны и одного из самых верных сподвижников императора.

## Установление протектората

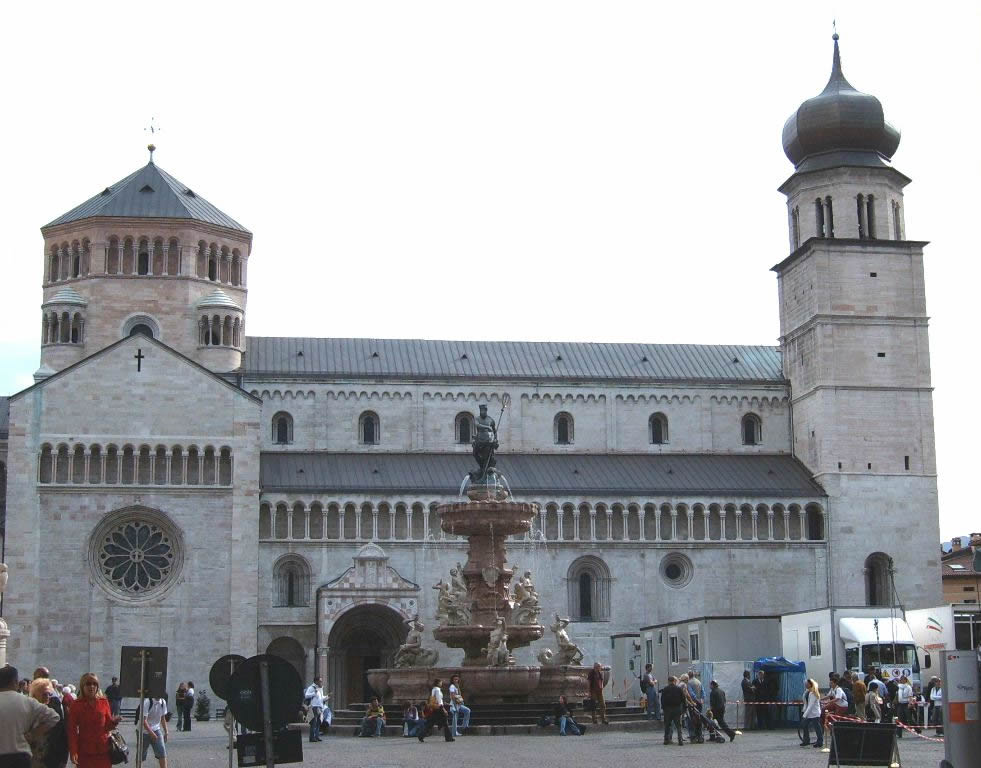
Кафедральный собор Святого Вигилия

Во второй половине XIII века резко усилилось влияние графства Тирольского. Мейнхарду II Тирольскому удалось завладеть значительными землями епископов Трентского, Бриксенского и Зальцбургского и присоединить к своим владениям Каринтию и Крайну. Трент и Бриксен фактически оказались под властью тирольского графа, который проводил политику реорганизации своих разнородных земель в единое централизованное государство по типу итальянских сеньорий. В начале XIV века положение осложнилось борьбой за власть в империи между Карлом IV Люксембургским и Людвигом IV Баварским. Владения Трента были разорены воюющими сторонами, на какое-то время Трент был аннексирован Баварией.
К XV веку система управления княжества Трент стала децентрализованной. Власть епископа над своими подданными крайне ослабела и фактически перешла в руки крупных аристократов: Кастельбарко, сеньоров Гарды и др. Полная децентрализация позволила сохранить единство государства под формальным правлением епископов Трента. Для решения внутренних конфликтов местная аристократия часто прибегала к внешней военной помощи властителей Милана (Висконти) или Вероны (Скалигеры). В Тренте и других городах княжества сформировались коммуны с широкой степенью автономии. В кризисные моменты коммуны принимали на себя функцию защиты государства от внешней угрозы.
В 1363 г. прекратилась Горицко-Тирольская династия и графами Тироля стали Габсбурги. Этот пост давал им возможность претендовать на титул викария епископа Трента в его владениях. Фактически был установлен протекторат Габсбургов над княжеством. По соглашению 1363 г. между князем-епископом и Рудольфом IV Габсбургом епископы и его вассалы обязались поддерживать австрийскую династию и соглашались на замещение лояльными Габсбургам лицами мест в замках и городах княжества. Начиная с XV века епископы Трента избирались, по преимуществу, из представителей северо-альпийских родов, подконтрольных Габсбургам. Епископ Георг Лихтенштейн (1390—1419) предпринял попытку денонсировать соглашение 1363 г. и восстановить независимость, но потерпел неудачу. Восстание коммун 1407 г. с аналогичными требованиями было подавлено австрийскими войсками и только усилило контроль Габсбургов над Трентом.

## Реформация и Контрреформация
С целью создания своей опоры в княжестве Габсбурги пытались опереться на города и в 1423 г. открыли коммунам Трентского епископства доступ в состав тирольского ландтага. Одновременно усилилось давление со стороны Венецианской республики, которая в начале XV века захватила Роверето и Риву, входящие в состав епископства. Эти замки удалось отвоевать лишь после войны Камбрейской лиги (1508—1516). В 1511 г. Трент получил статус конфедерата в системе австрийских владений. В то же время в период Итальянских войн земли княжества жестоко пострадали от военных действий, грабежей ландскнехтов, голода и землетрясения 1521 г. В 1525 г. вновь вспыхнуло восстание против австрийского протектората во главе с Михаэлем Гайсмайром, которое стало одним из важных эпизодов Крестьянской войны в Германии. Восстание было с трудом подавлено епископом Бернардо Клезио. Жестокие репрессии, обрушившиеся на участников восстания, заставили многих из них эмигрировать из Трента в Моравию.
Епископ Бернардо Клезио (1514—1539) считается одним из восстановителей влияния княжества Трента. Он был советником императора Максимилиана I, другом Эразма Роттердамского и активным участником европейской политики начала XVI века. Благодаря его влиянию престиж епископства вновь повысился. Он издал новый городской статут Трента в 1528 г. и активно поощрял городское строительство. Именно он выдвинул идею созыва в Тренте вселенского собора католической церкви, который открылся здесь в 1545 г., уже после смерти Клесио. Тридентский собор (1545—1563) реформировал католическую церковь, приспособив его к вызовам новой эпохи, и утвердил несколько важнейших догматов христианской доктрины. Этот собор также разработал идеологическую основу Контрреформации. Большую роль в работе собора и борьбе с протестантами сыграл князь-епископ Трента Кристофоро Мадруццо (1539—1567). Внедрение контрреформации на территории княжества способствовало возрождению итальянского языка и культуры в ущерб немецкому влиянию.

## Тренто в XVII—XVIII вв
В XVII веке экономика княжества существенно пострадала от последствий Тридцатилетней войны и падения венецианской торговли. До 1658 г. епископы избирались из одного феодального рода Мадруццо, превратившего княжество в закрытую олигархию. В 1659 г. епископом стал Сигизмунд Франц, эрцгерцог австрийского дома и правитель Тироля. При нём в 1662 г. были урегулированы отношения с Трента с Австрийской монархией. Власть Габсбургов над епископом ещё более укрепилась, хотя номинально Трент оставался суверенным государством и равноправным членом Священной Римской империи. К концу века экономика княжества находилась на подъёме, был достигнут положительный торговый баланс, завершено строительство замка Буонконсильо и осушены болота долины Адидже. Однако с началом Войны за испанское наследство (1701—1714) Трентское епископство было полностью разорено вторгшимися сюда французскими и баварскими войсками. Сам город Трент в сентябре 1703 г. пережил шестидневную бомбардировку. Позднее, по мере усиления централизации в Австрийской монархии, власть князя-епископа всё более ограничивалась.

## Секуляризация
В 1796 г. владения Трента были оккупированы наступающими войсками Наполеона. Вскоре Франция захватила левобережье Рейна, что поставило перед империей вопрос о коренном реформировании своей структуры. На Регенсбургском рейхстаге 1803 г. было принято решение секуляризировать все церковные владения в Германии. Трент был присоединён к Австрийской империи. Суверенное княжество перестало существовать, войдя в состав австрийской коронной земли Тироль. В 1805—1810 г. Трент находился под властью Баварии, а затем — Итальянского королевства. По решению Венского конгресса (1814—1815) Трент и Южный Тироль были возвращены Австрии.

## Диоцез Тренто в XIX—XX вв
Епископство Трентское, потеряв территориальную власть в 1802 г., сохранилось как одна из епархий католической церкви, охватывающая земли Южного Тироля. До 1825 г. епископы Трента в церковном отношении подчинялись патриарху Аквилеи, а затем были переданы в состав церковной провинции Зальцбурга. В 1920 г., после того, как по окончании Первой мировой войны Южный Тироль был присоединён к Италии, было создано архиепископство Трентское, подчинённое непосредственно папе римскому. Архиепископство объединило все земли итальянского региона Трентино-Альто-Адидже и в настоящее время имеет в своей структуре одно подчинённое епископство Больцано—Брессаноне (Больцен—Бриксен).